# 诹访彰
诹访彰（日语：／ Suwa Akira ?，1919年11月18日—1999年3月12日），日本地震学家、火山学家。长期于日本气象厅工作。

## 履历
诹访彰于1919年11月19日出生于日本长野县诹访郡，出生于诹访藩主诹访氏的分家。在旧制诹访中学（今长野县诹访清陵高等学校）就读时，受到了三泽胜卫的教导。高中就读于松本高等学校，随后在东京帝国大学理学部地质学科学习。1944年毕业后服役，在第二次世界大战期间作为技术将校对日本海沿岸进行了石油勘探工作。
战后，1945年12月，诹访彰被中央气象台（今日本气象厅的前身）录用。受到了前辈藤原咲平的熏陶，在松代大本营遗址开设了中央气象台松代分室等。1950年至1951年，诹访彰以伊豆大岛三原山的喷发为契机，投身于火山研究，成为了中央气象台新设的火山系的系长。同时，诹访彰致力于普及与火山有关的知识，参与了教育电影《火山三原山》和《浅间山》的制作。
1957年，为利用日本当时没有的观测研究设施，诹访彰被派遣至夏威夷火山观测站和加利福尼亚大学进行交流。在这前后，诹访彰主导了完善日本火山观测体系的工作。1968年，诹访彰任盛冈地方气象台长，次年升为气象厅地震课长。直至1980年退休，诹访彰一直在日本气象厅工作。